# Episodi di Due uomini e mezzo (ottava stagione)
L'ottava stagione della serie televisiva Due uomini e mezzo è stata trasmessa negli Stati Uniti dal 20 settembre 2010 al 14 febbraio 2011 sulla CBS.
È andata in onda in prima visione assoluta in lingua italiana dal 3 marzo al 30 giugno 2012 su RSI LA1 con un episodio a settimana. In Italia è stata trasmessa dal 4 novembre 2012 al 23 dicembre 2012 su Steel di Mediaset Premium con due episodi a settimana. È stata trasmessa su Rai 2 nel corso del 2013.
È l'ultima stagione della serie in cui compare Charlie Sheen, che nelle successive stagioni verrà sostituito da Ashton Kutcher.
| nº | Titolo originale                      | Titolo italiano                 | Prima TV USA      | Prima TV Svizzera italiana | Prima TV Italia  |
| -- | ------------------------------------- | ------------------------------- | ----------------- | -------------------------- | ---------------- |
| 1  | Three Girls and a Guy Named Bud       | Panna montata                   | 20 settembre 2010 | 3 marzo 2012               | 4 novembre 2012  |
| 2  | A Bottle of Wine and a Jackhammer     | Cento dollari al mese           | 27 settembre 2010 | 10 marzo 2012              | 4 novembre 2012  |
| 3  | A Pudding-Filled Cactus               | L'allievo supera il maestro     | 4 ottobre 2010    | 24 marzo 2012              | 11 novembre 2012 |
| 4  | Hookers, Hookers, Hookers             | Di nuovo soli                   | 11 ottobre 2010   | 31 marzo 2012              | 11 novembre 2012 |
| 5  | The Immortal Mr. Billy Joel           | Giochi di ruolo                 | 18 ottobre 2010   | 7 aprile 2012              | 18 novembre 2012 |
| 6  | Twanging Your Magic Clanger           | La bacchetta magica             | 25 ottobre 2010   | 14 aprile 2012             | 18 novembre 2012 |
| 7  | The Crazy Bitch Gazette               | Il passato è passato            | 1º novembre 2010  | 21 aprile 2012             | 25 novembre 2012 |
| 8  | Springtime on a Stick                 | Il compleanno di Evelyn         | 8 novembre 2010   | 28 aprile 2012             | 25 novembre 2012 |
| 9  | A Good Time In Central Africa         | Esmeralda, governante tuttofare | 15 novembre 2010  | 5 maggio 2012              | 2 dicembre 2012  |
| 10 | Ow, Ow, Don't Stop                    | Las Vegas ciuca ciuca!          | 22 novembre 2010  | 12 maggio 2012             | 2 dicembre 2012  |
| 11 | Dead from the Waist Down              | Questione di soldi              | 6 dicembre 2010   | 19 maggio 2012             | 9 dicembre 2012  |
| 12 | Chocolate Diddlers or My Puppy's Dead | Dadini al cioccolato            | 13 dicembre 2010  | 2 giugno 2012              | 9 dicembre 2012  |
| 13 | Skunk, Dog, Crap and Ketchup          | Ciambelline col buco            | 3 gennaio 2011    | 9 giugno 2012              | 16 dicembre 2012 |
| 14 | Looking' for Japanese Subs            | Super imbecille                 | 17 gennaio 2011   | 16 giugno 2012             | 16 dicembre 2012 |
| 15 | Three Hookers and a Phily Cheesesteak | Ottimi investimenti             | 7 febbraio 2011   | 23 giugno 2012             | 23 dicembre 2012 |
| 16 | That Darn Priest                      | Sensi di colpa                  | 14 febbraio 2011  | 30 giugno 2012             | 23 dicembre 2012 |

## Panna montata
- Titolo originale: Three Girls and a Guy Named Bud
- Diretto da: James Widdoes
- Scritto da: Chuck Lorre e Lee Aronsohn (soggetto); Don Foster, Jim Patterson e Eddie Gorodetsky (sceneggiatura)

### Trama
Alan dice a Charlie di non voler ancora parlare a Jake di Lindsay ritenendo il figlio inesperto riguardo al sesso, visto che ha solo 16 anni, ma i due rimangono di sasso quando vedono due ragazze uscire dalla sua camera di nascosto. Pensando che abbia avuto una cosa a tre, Charlie è felice mentre Alan è preoccupato perché non lo ritiene pronto per certe cose, ma Jake lo tranquillizza dicendo che hanno solo dormito da lui per poter andare a fare surf sulla spiaggia di mattina. Lindsay e Alan portano avanti la loro relazione segretamente, ma alla fine vengono scoperti dai rispettivi figli; Jake decide quindi di trasferirsi dalla madre finché Alan non gli chiede scusa. Charlie, grazie all'aiuto di Herb, scopre il film soft porno che Lindsay ha girato da giovane. Charlie vede poi le sedicenni del giorno precedente uscire dalla camera di Jake in casa di Judith, e visto che la casa della donna è a 20 miglia dalla spiaggia si rende conto che il nipote ha davvero fatto sesso a tre, cosa che lo rende fiero.

## Cento dollari al mese
- Titolo originale: A Bottle of Wine and a Jackhammer
- Diretto da: James Widdoes
- Scritto da: Chuck Lorre, Lee Aronsohn e Susan Beavers (soggetto); Don Foster, Eddie Gorodetsky e Jim Patterson (sceneggiatura)

### Trama
Lindsay dice ad Alan di amarlo e gli propone di trasferirsi da lei lasciandolo spiazzato; Charlie lo spinge ad accettare senza riuscirci, ma quando Alan vede quanto dispiacerebbe a Judith, di cui diventerebbe vicino, accetta. Jake e Eldrige si oppongono fermamente ma Charlie riesce a convincerli pagando. Alan, tuttavia, incontra Melissa e i due ritornano da Charlie per una nottata di sesso dandosi appuntamento per i giorni successivi.

## L'allievo supera il maestro
- Titolo originale: A Pudding-Filled Cactus
- Diretto da: James Widdoes
- Scritto da: Chuck Lorre, Lee Aronsohn e David Richardson (soggetto); Don Foster, Eddie Gorodetsky e Susan Beavers (sceneggiatura)

### Trama
Alan cerca di barcamenarsi tra Lindsay e Melissa ma Charlie e Evelyn lo convincono a lasciare la sua ex segretaria così che il suo trasloco resti definitivo. Alan quindi decide di rimanere con la madre di Eldrige, dando inavvertitamente fuoco alla casa con la pipa del nonno di Lindsay. I quattro si trasferiscono quindi da Charlie. 

## Di nuovo soli
- Titolo originale: Hookers, Hookers, Hookers
- Diretto da: James Widdoes
- Scritto da: Don Foster, Eddie Gorodetsky e Susan Beavers (soggetto); Chuck Lorre, Lee Aronsohn e Jim Patterson (soggetto)

### Trama
Alan e Charlie si recano tra i resti della casa di Lindsay per farsi un'idea dei danni. La convivenza nella casa di Malibù diviene ben presto impossibile e Charlie, avendoci lasciato il telefono, torna a casa di Lindsay, dove trova il suo ex marito Chris. Ai due si aggiungono poi Herb, Gordon e Alan, finché Lindsay non arriva per riportare quest'ultimo a casa, ma se ne andrà con il suo ex.

## Giochi di ruolo
- Titolo originale: The Immortal Mr. Billy Joel
- Diretto da: James Widdoes
- Scritto da: Chuck Lorre, Lee Aronsohn e Don Foster (soggetto); Eddie Gorodetsky, Susan Beavers e Jim Patterson (sceneggiatura)

### Trama
Charlie va per qualche giorno a Las Vegas per ritoccarsi gli occhi: Alan ne approfitta spacciandosi per lui e rimorchiando una ragazza, Gretchen. Questa, giunti a casa, rivela di sapere che non è Charlie e si intrattiene con lui in uno strano gioco di ruolo.

## La bacchetta magica
- Titolo originale: Twanging Your Magic Clanger
- Diretto da: James Widdoes
- Scritto da: Lee Aronsohn e Don Foster (soggetto); Chuck Lorre, Eddie Gorodetsky e Jim Patterson (sceneggiatura)

### Trama
Charlie esce con Michelle, una dermatologa più grande di lui; inizialmente l'età lo inibisce, ma alla fine Alan lo convince a darle una possibilità. Tutto fila liscio finché non incontra Shona, la figlia ventenne e disinibita di Michelle. Charlie, conoscendosi, decide di lasciare Michelle prima di combinare un disastro, ma quando scopre che non reggerebbe i suoi ritmi ritorna da Michelle.

## Il passato è passato
- Titolo originale: The Crazy Bitch Gazette
- Diretto da: James Widdoes
- Scritto da: Chuck Lorre e Lee Aronsohn (soggetto); Don Foster, Eddie Gorodetsky e Jim Patterson (sceneggiatura)

### Trama
Charlie e Michelle vanno a cena fuori e al ristorante incontrano Evelyn e Alan, che si uniscono a loro: l'impatto con la sua famiglia e il suo passato non è dei migliori ma ci passa sopra; l'incontro con Rose, giunta per comunicare a Charlie le sue nozze, è tuttavia troppo e Michelle lo lascia. Charlie è convinto che in realtà Rose non si stia davvero sposando e che questo è solo un altro dei suoi piani: in realtà è davvero così ma Charlie capisce di amarla.

## Il compleanno di Evelyn
- Titolo originale: Springtime on a Stick
- Diretto da: James Widdoes
- Scritto da: Eddie Gorodetsky e Jim Patterson

### Trama
È il compleanno di Evelyn e Jake, per vendicarsi di Charlie (che ha fatto fuggire la sua ragazza), consiglia ad Alan di invitarla a cena a casa. Charlie, Alan e Evelyn si fermano prima in farmacia e invitano alla serata Russell, lo scriteriato e drogato farmacista amico di Charlie: questi si presenta alla cena con una ragazza, Jill, e Evelyn, dopo averle consigliato di non sprecare la sua vita, scappa con lei.

## Esmeralda, governante tuttofare
- Titolo originale: A Good Time In Central Africa
- Diretto da: James Widdoes
- Scritto da: Don Reo (soggetto); Eddie Gorodetsky e Jim Patterson (sceneggiatura)

### Trama
Berta deve assentarsi qualche giorno e invia al suo posto Esmeralda, una donna messicana; Charlie viene presto conquistato da lei ma alla fine decide di rimanere con Berta. Alan intanto riprende a frequentare Lindsay, ma il suo ex marito Chris si fa sempre più pressante.

## Las Vegas ciuca ciuca!
- Titolo originale: Ow, Ow, Don't Stop
- Diretto da: James Widdoes
- Scritto da: Chuck Lorre e Lee Aronsohn (soggetto); Susan Beavers, Don Reo e David Richardson (sceneggiatura)

### Trama
Durante la cena del Ringraziamento a casa di Charlie arriva Courtney, rilasciata dal carcere, con la quale va per tre giorni a Las Vegas per poi riprendere a frequentarla. Ben presto la donna lo prosciuga economicamente e fisicamente e quando Charlie si rifiuta di pagare l'affitto a suo fratello James, i due si lasciano, per poi tornare insieme poco dopo nonostante i consigli di Alan.

## Questione di soldi
- Titolo originale: Dead from the Waist Down
- Diretto da: James Widdoes
- Scritto da: Susan Beavers, David Richardson e Don Reo (soggetto); Chuck Lorre e Lee Aronsohn (sceneggiatura)

### Trama
Alan si trova di nuovo in ristrettezze e si sente molto depresso per non potersi permettere di viziare Lindsay come invece Charlie fa con Courtney. Per questo, dopo essere andato da Judith per parlare del mantenimento di Jake, le ruba un paio di orecchini che le regalò tempo fa. Nonostante i sensi di colpa li consegna a Lindsay, alla quale poi regala anche una collana, anch'essa sottratta a Judith.

## Dadini al cioccolato
- Titolo originale: Chocolate Diddlers or My Puppy's Dead
- Diretto da: James Widdoes
- Scritto da: Chuck Lorre (soggetto); Eddie Gorodetsky e Jim Patterson (sceneggiatura)

### Trama
Courtney e Charlie, spento il desiderio, si lasciano. Lui cade quindi nell'alcol e molti suoi conoscenti gli consigliano di cercare aiuto: si reca quindi dalla psicologa, che gli consiglia di cercare relazioni non implicanti il sesso. Charlie tenta quindi di fare nuove amicizie ma finisce per passare la serata con Alan.

## Ciambelline col buco
- Titolo originale: Skunk, Dog, Crap and Ketchup
- Diretto da: James Widdoes
- Scritto da: Alissa Neubauer (soggetto); Chuck Lorre, Lee Aronsohn, Don Reo e David Richardson (sceneggiatura)

### Trama
Charlie e Lindsay, durante la notte, hanno modo di parlare e scoprono che hanno molto in comune, gusto per le scommesse compreso, ma mettono subito in chiaro che non avranno un rapporto sessuale, lei è felice con Alan e lui non ha alcuna intenzione di creare problemi al fratello. Alan diventa subito geloso tanto da litigare con lei poco prima del party per la sistemazione della casa. Charlie, grazie ai suggerimenti di Lindsay, riesce a rimorchiare ben due donne contemporaneamente, mentre Alan, avendo capito di aver frainteso il fratello, tenta di scusarsi con Lindsay ma peggiora la situazione.

## Super imbecille
- Titolo originale: Looking' for Japanese Subs
- Diretto da: James Widdoes
- Scritto da: Chuck Lorre e Lee Aronsohn (soggetto); Eddie Gorodetsky, Susan Beavers e Jim Patterson (sceneggiatura)

### Trama
Dopo alcuni mesi dal suo finto matrimonio, Rose e Charlie si ritrovano e questi si rende conto di quanto ancora lei gli piaccia; Alan, intanto, tenta di convincere Jake e Eldrige a smettere di combinare bravate in stile Jackass. Charlie e Rose, infine, finiscono a letto insieme.

## Ottimi investimenti
- Titolo originale: Three Hookers and a Phily Cheesesteak
- Diretto da: James Widdoes
- Scritto da: Eddie Gorodetsky e Jim Patterson

### Trama
Alan decide di espandere il suo giro di affari tramite la pubblicità e ottiene un prestito, da Charlie e Evelyn, per un totale di quindicimila dollari, stessa cifra che investe Herb. Il giro si espande sempre di più, coinvolgendo anche Berta e Judith e divenendo presto uno schema Ponzi, mentre Gordon, consegnando la pizza, scopre l'inganno di Rose. I soldi danno tuttavia alla testa ad Alan, che subisce come uno sdoppiamento della personalità.

## Sensi di colpa
- Titolo originale: That Darn Priest
- Diretto da: James Widdoes
- Scritto da: Chuck Lorre e Lee Aronsohn (soggetto); Susan Beavers, David Richardson e Don Reo (sceneggiatura)

### Trama
Charlie propone a Rose un weekend insieme mentre Alan è sempre più afflitto dai sensi di colpa e per di più viene scoperto da Rose. Alan, spinto dal suo alter ego, scopre la verità sul matrimonio di Rose e questa gli propone di dargli la somma che gli serve per fare pari. Charlie e Rose partono per la Francia mentre Alan, pur rimanendo senza più un soldo, salda tutti i debiti.